# El Carche
El Carche (in catalano El Carxe) è una regione montuosa della Comunità autonoma di Murcia, in Spagna, che culmina a 1371 metri (Pico de la Madama); ne fanno parte i comuni di Yecla (in catalano Iecla), Jumilla (in catalano Jumella) e Abanilla (in catalano Favanella). Questa subregione fa parte delle comarche dell'Altiplano e Orientale.
In seguito all'espulsione dei moriscos, avvenuta nel XVII secolo, gli originari abitanti moriscos emigrarono in direzione del Maghreb e la regione rimase in gran parte spopolata per i secoli successivi. A partire dalla fine del XIX secolo, il territorio, che ospitava allora in gran parte pascoli e vigneti, cominciò a divenire la destinazione di un forte movimento migratorio di contadini dalla provincia di Alicante, in particolare dalla zona di Pinoso, che diffusero la lingua catalana. Il catalano nella sua variante valenciana non è riconosciuto ufficialmente, ma l'Acadèmia Valenciana de la Llengua fa dei corsi di valenciano a Yecla su richiesta del municipio.

Mappa di El Carche: regione di lingua catalana

| Comune   | Nome in catalano |
| -------- | ---------------- |
| Abanilla | Favanella        |
| Jumilla  | Jumella          |
| Yecla    | Iecla            |